# كنري فال
كنري فال، حكم كرة قدم ماليزي دولي سابق.
و قد حكم في كأس الخليج 1979، وقد أدار مباراة منتخب الكويت لكرة القدم ومنتخب قطر لكرة القدم في 24 مارس 1979م، وقد أدار مباراة منتخب العراق لكرة القدم ومنتخب قطر لكرة القدم في 27 مارس 1979م.